# Jackson Guitars
Jackson je proizvajalec električnih kitar in električnih bas kitar, ki nosi ime svojega ustanovitelja Groverja Jacksona. Podjetje je leta 2002 prevzela korporacija Fender Musical Instruments Corporation, ki izdeluje kitare blagovne znamke Jackson v svojih obratih v Coroni v Kaliforniji v ZDA in Ensenadi v Mehiki. Nizkocenovne modele izdelujejo podizvajalci v Indoneziji in na Kitajskem.

## Zgodovina

### Zgodnja leta
Grover Jackson je v sedemdesetih letih dvajsetega stoletja pridobil delni lastniški delež v podjetju Charvel's Guitar Repair iz Glendore v Kaliforniji. Wayne Charvel je na koncu razglasil stečaj in 10. novembra 1978 prodal svoj delež Groverju Jacksonu, s čimer je Jackson prevzel nadzor nad imenom Charvel.
Podjetje Jackson Guitars je nastalo leta 1980, ko se je kitarist Randy Rhoads obrnil na podjetje z idejo o individualni kitari. Rezultat skupnega oblikovanja med Rhoadsom, Groverjem Jacksonom, Timom Wilsonom in Jacksonovim mojstrom Mikeom Shannonom je bil Concorde, inovativna prenova tradicionalnega modela Flying V. Ti modeli so se tako zelo razlikovali od Charvelovih modelov, ki so temeljili na Stratocasterju, da se je Jackson odločil, da jih bo označil z drugo blagovno znamko. Izbral si je svoj priimek in izdelal prvo kitaro Jackson.
V času razcveta heavy metala v osemdesetih letih dvajsetega stoletja je bila blagovna znamka Jackson povezana z visokokakovostnimi, po meri izdelanimi ameriškimi instrumenti, ki so jih uporabljali številni priljubljeni kitaristi tega obdobja. V osemdesetih letih so se poleg originalnih modelov Rhoads, pojavili tudi posebej oblikovani modeli Jackson, kot so Soloist, King V, Kelly in Dinky, ki so še vedno ikone te blagovne znamke.

### 1990-danes
Devetdeseta leta so prinesla spremembe v glasbenih trendih. Čeprav so še vedno izdelovali vrhunske izdelke ameriške proizvodnje, so blagovne znamke, kot je Jackson, začele izdelovati cenovno ugodne različice svojih osnovnih modelov, izdelane v Aziji, da bi bili njihovi izdelki dostopnejši kupcem nižjega cenovnega razreda.
Jeseni 2002 je podjetje Fender Musical Instruments Corporation kupilo Jackson od podjetja IMC, ki je Jackson kupilo od Groverja Jacksona, in ameriške dejavnosti so se preselile v tovarno Fender v Coroni. Današnje kitare Jackson in Charvel iz obdobja podjetja Fender izdelujejo v podjetju Corona in Fenderjevem obratu v Ensenadi. Nizkocenovne modele izdelujejo podizvajalci v Indoneziji in na Kitajskem.
Po več letih uspešnega vodenja podjetja, ki je opravljalo podizvajalska dela za številna znana kitarska podjetja in obsežno oblikovalsko svetovanje, je Grover Jackson zdaj solastnik nove blagovne znamke kitar, GJ2 Guitars, v okrožju Orange v Kaliforniji. Njegov partner pri tem podvigu je nekdanji višji podpredsednik družbe Fender Jon Gold.

## Značilnosti oblikovanja
Od prvih začetkov do danes so kitare Jackson Guitars znane po vitkih in elegantnih modelih z agresivnimi motivi, ki so priljubljeni pri hard rock in metal glasbenikih.
Tradicionalno imajo kitare Jackson (in številne kitare Charvel) značilno koničasto glavo, ki se je prvič pojavila na prototipu Randyja Rhoadsa leta 1980. To je verjetno nastalo zaradi kršitve avtorskih pravic, ker je Charvel do začetka osemdesetih let dvajsetega stoletja uporabljal glave Fender Stratocasterja. Fender je leta 2002 prevzel blagovni znamki Jackson in Charvel, kar je omogočilo ponovno uvedbo glave v slogu Strat (po licenci).
Še en Jacksonov zaščitni znak so označbe na vratu v obliki 'morskih plavuti', ki so navdihnile druga znana kitarska podjetja, kot je Ibanez, da so se izdala modele s podobnimi prvinami.
Modeli kitar Jackson 2021: Concert Bass, Demmelition Fury, Dinky, Dominion, Juggernaut, Kelly, Kelly Bird, King V, MF 1, Monarkh, PC 1, Rhoads, San Dimas, Shadowcaster, Soloist, Spectra Bass, Star, Warrior.

## Kitaristi in podporniki Jackson Guitars
- Andrew Reynolds - The Nocturnal
- John Almeida - Talcom Powder
- Vinnie Vincent
- Rudolf Schenker - Scorpions
- Steve Lynch -Autograph
- Randy Rhoads
- Steve Vai
- Jake E. Lee
- Dave Mustaine - Megadeth
- Marty Friedman - Megadeth, Cacophony
- David Ellefson - Megadeth
- Jason Becker
- Eric Arnett - Knights in Bloody Armor
- Shannon Hamm - Death
- Phil Collen - Def Leppard
- Christian Olde Wolbers - Fear Factory
- Mark Morton - Lamb of God
- Karl Sanders - Nile
- Kevin Bond - Superjoint Ritual
- Dan Spitz - Anthrax
- Scott Ian - Anthrax
- Aaron Ritchet - Timelord
- Scott Hull - Pig Destroyer
- Sam Totman - DragonForce
- Ralph Santolla - Deicide, Iced Earth, Sebastian Bach, Death, in Millennium
- Chris Caffery - Savatage in Trans Siberian Orchestra
- Andreas Kisser - Sepultura
- Derrick Green - Sepultura
- Kristian Ranta - Norther
- Rob Cavestany - Death Angel
- Ashmedi - Melechesh
- Phil Demmel - Machine Head in Vio-Lence
- James Root - Slipknot in Stone Sour
- Trey Azagthoth Morbid Angel
- Mille Petrozza - Kreator
- Gary Holt Exodus
- Rick Hunolt Exodus
- Eric Hoffman - Deicide
- Zakk Wylde - Black Label Society in kitarist Ozzyja Osbournea
- Alexi Laiho - Children of Bodom in Sinergy
- Roope Latvala - Children of Bodom, Sinergy in Stone
- Jeff Hanneman - Slayer
- Kirk Hammett - Metallica
- James Hetfield - Metallica
- Warren DeMartini - RATT
- Criss Oliva - Savatage
- Robbin Crosby - RATT
- Brad Delp - Boston
- Matt Tuck - Bullet for My Valentine
- Rusty Cooley
- Mike Clark - Suicidal Tendencies
- Phil Fasciana -  Malevolent Creation in Hate Plow
- Jimmy Bower - Eyehategod, Down in Superjoint Ritual
- Adrian Smith - Iron Maiden
- Ricoh Gill - Orifice in Sonic Death
- Chris Holmes - W.A.S.P.
- Galder - Dimmu Borgir
- Silenoz - Dimmu Borgir
- Hamish Glencross - My Dying Bride
- Richie Sambora - Bon Jovi
- Erich Zann - Re-Animator
- C. C. DeVille - Poison
- Daron Malakian - System of a Down (samo v studiu)
- Corey Beaulieu - Trivium
- Mike Davis - Nocturnus
- Sergey Mavrin, v preteklosti - Aria and Kipelov.
- Andre Benjamin aka Andre 3000, - Outkast
- Sammy Hagar.
- Dr. Know - Bad Brains.
- Mark St. John - Kiss
- Pat O'Brien - Cannibal Corpse
- John Campbell - Lamb of God
- Sami Lopakka - Sentenced
- Brian Carroll ali Buckethead
- Lee Altus - Exodus in Heathen
- Ben Moody - Evanescence
- Eric Meyer Dark Angel
- Jeff Loomis - Nevermore
- Dave Murray - Iron Maiden
- Wayne Edwards - Wayne Edwards
- Joe Becker